# Ozernovskita
L'ozernovskita és un mineral de la classe dels òxids.

## Característiques
L'ozernovskita és un tel·lurit de fórmula química Fe3+₄(Te4+O₄)(Te4+O₃)₄·7H₂O. Va ser aprovada com a espècie vàlida per l'Associació Mineralògica Internacional l'any 2021, i encara resta pendent de publicació. Cristal·litza en el sistema monoclínic.
L'exemplar que va servir per a determinar l'espècie, el que es coneix com a material tipus, es troba conservat a les col·leccions del Museu Mineralògic Fersmann, de l'Acadèmia de Ciències de Rússia, a Moscou (Rússia), amb el número de registre: 5728/1.

## Formació i jaciments
Va ser descoberta al dipòsit d'Ozernovskoe, dins el krai de Kamtxatka (Rússia). Aquest indret rus és l'únic a tot el planeta on ha estat descrita aquesta espècie mineral.